# Emmanuel Issoze-Ngondet
Franck Emmanuel Issoze-Ngondet (n. 2 aprilie 1961, Makokou, Gabon – d. 11 iunie 2020, Libreville, Gabon) a fost un diplomat și om de stat gabonez.
În 2009 a fost numit ministru al Energiei, Resurselor hidraulice și al Noilor energii, apoi ministru al Relațiilor cu Parlamentul și cu Instituțiile Constituționale. În 2011 a fost numit ministru al Bugetului, al Conturilor publice, însărcinat cu reforma statului, iar începând din 2012 a fost ministru al Afacerilor Externe, al Francofoniei și Integrării regionale..
La data de 28 septembrie 2016, el a fost numit prim-ministru de către președintele Ali Bongo, nou reales. La 2 octombrie, și-a format guvernul.

## Viața personală și alte activități
În anul 2008, Issoze-Ngondet s-a căsătorit și a avut cinci copii. A scris în limba franceză un roman, Un ascet în curte (titlul original, în franceză: Un Ascète dans la cour), publicat la editura L'Harmattan la 14 februarie 2007. Ca diplomat a folosit limba franceză și limba engleză.